# بونات سوتو
بونات سوتو (بالإيطالية: Bonate Sotto ؛ بالبيرغامية: Bunàt Sóta) هي كومونا في مقاطعة بيرغامو في لومبارديا.

## جغرافيا
تقع المدينة على بعد حوالي 40 كيلومترا (25 ميلا) شمال شرقي ميلانو وحوالي 9 كيلومترات (6 أميال) جنوب غربي بيرغامو.

## معمار
توجد أطلال بازيليكا القديسة جوليا التي تعود للقرن الثاني عشر خارج المدينة.

## وصلات خارجية
الرسمي لبلدية بونات سوتو